# John H. Bankhead

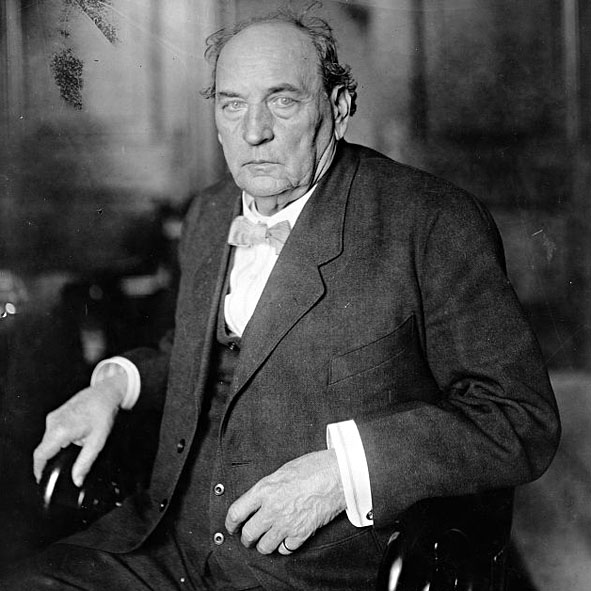
John H. Bankhead

John Hollis Bankhead (* 13. September 1842 in Moscow, Lamar County, Alabama; † 1. März 1920 in Washington, D.C.) war ein US-amerikanischer Geschäftsmann und Politiker (Demokratische Partei).

## Werdegang
John Hollis Bankhead besuchte Gemeinschaftsschulen und betrieb später eine Plantage. Während des Bürgerkrieges diente er in der Konföderiertenarmee, wo er den Dienstgrad eines Captain in der Alabama Infanterie bekleidete. Bankhead verfolgte ebenfalls eine politische Laufbahn. Er war zwischen 1865 und 1867 sowie in den Jahren 1880 und 1881 Abgeordneter im Repräsentantenhaus von Alabama. Darüber hinaus saß er zwischen 1876 und 1877 im Senat von Alabama.
Bankhead war zwischen 1881 und 1885 als Aufseher in der Strafanstalt in Wetumpka tätig. Im letzten Jahr zog er nach Fayette (Alabama), wo er wieder eine Plantage betrieb. Er zog dann 1912 nach Jasper (Alabama).
Bankhead wurde in den 50. US-Kongress gewählt und in die neun nachfolgenden US-Kongresse wiedergewählt. Er erlitt dann 1906 bei der Nominierung für den 60. US-Kongress eine Niederlage. Bankhead gehörte dem US-Repräsentantenhaus vom 4. März 1887 bis zum 3. März 1907 an. Während dieser Zeit hatte er den Vorsitz über das Committee on Public Buildings and Grounds (52. und 53. US-Kongress). Ferner war er 1907 ein Mitglied der Inland Waterways Commission.
Bankhead wurde in den US-Senat ernannt und anschließend gewählt, um dort die freie Stelle zu füllen, die durch den Tod von John T. Morgan entstand. Er wurde 1912 und 1918 bestätigt. Bankhead diente dort vom 18. Juni 1907 bis zu seinem Tod 1920 in Washington. Während dieser Zeit hatte er den Vorsitz über das Committee on Standards, Weights, and Measures (62. US-Kongress), Committee on Post Office and Post Roads (63. bis 65. US-Kongress) und des Committee on Expenditures im US-Innenministerium (66. US-Kongress). Er wurde auf dem Oak Hill Cemetery in Jasper beigesetzt.

## Familie
John Hollis Bankhead war der Vater des US-Senators John H. Bankhead II und des US-Abgeordneten William B. Bankhead. Ferner war er der Großvater des US-Abgeordneten Walter W. Bankhead.